# Hay alguien ahí
Hay alguien ahí fue una serie de televisión de terror y misterio producida por Plural Entertainment para la cadena de televisión Cuatro.
La serie se estrenó el 16 de marzo de 2009, emitiéndose los lunes a las 22:15. La primera temporada finalizó el 8 de junio de 2009 con la emisión del episodio 13. La segunda temporada se estrenó el domingo 19 de enero de 2010, con unos resultados de audiencia muy por debajo de los de la primera temporada.
Tras varios cambios de horario debido a sus discretos datos de audiencia, la serie finalizó el domingo 9 de abril de 2010 a las 00:15 de la noche, habiéndose emitido los 26 capítulos previstos inicialmente.
En Latinoamérica contó con 34 episodios de 45 minutos totalmente censurada y doblada en Español Latino Neutro.

## Argumento
Ambientada en una enigmática casa a la que se traslada a vivir una familia que pronto verá alterada su nueva vida por una serie de fenómenos inexplicables. La trama se desarrolla alrededor del misterio que envuelve esta casa y de los terribles sucesos que van ocurriendo a sus nuevos inquilinos: un matrimonio en crisis y sus tres hijos. La familia Pardo-Simón se traslada con todas sus esperanzas puestas en una vida mejor y sobre todo más tranquila. Pero lo que  no saben es que antes de su llegada sucederá algo inesperado. Una fuerza sobrenatural se cobrará su primera víctima en el pozo del sótano de la casa. Las presencias que habitan en la casa no tardan en manifestarse… Son dos niños: Elisa y Raúl que fueron asesinados en 1988.

## Reparto

### La familia Pardo Simón
- Sonia Castelo es Clara Simón de Pardo, madre.
- Eduard Farelo es Diego Pardo García-Inés, padre.
- Guillermo Barrientos es Íñigo Pardo Simón, hijo mayor.
- María Cotiello es Irene Pardo Simón, hija mayor y novia de Jorge.
- Mónica Rodríguez Caballero es Ana Pardo Simón, hija pequeña.

### Secundarios
- Agnes Kiraly es Nikoletta Blasko, sirvienta de la familia Pardo Simón.
- William Miller es Jorge Selvas, novio de Irene y médium.
- Marina Salas es Silvia Latiegui Bruc, novia de Iñigo.
- Mercedes Sampietro es Begoña García-Inés, madre de Diego.
- Jesús Castejón es Padre Palazuelos, amigo de Begoña.
- Jorge Bosch es Alfredo "Fredo" Paunero Sol, chatarrero y amigo de Costa.
- Alejandro Albarracín es Eloy, amigo de Iñigo.
- Aitor Merino es Sandro Solano, inspector de policía de UDYCO.
- Pilar Bardem es Jefe UDYCO, superior de Solano.
- Felisa Clarke es Amandita, hija de Amanda y de Eloy.

### Fallecidos
- María Cotiello es Irene Pardo Simón, hija mayor y novia de Jorge.
- Gustavo Salmerón es Germán Costa Rodríguez, presidiario y amigo de Fredo.
- Chisco Amado / Ricard Sales es Luis Latiegui/Iván Daza Marqués, padre de Silvia, promotor de la urbanización y de joven, novio de Elisa.
- Bárbara de Lema es Nieves Bruc, madre de Silvia.
- Carlos Bardem es Justo, ladrón de joyas.
- Jordi Dauder es  Celestino Poveda Madrigal, comisario y jefe de Ruth.
- Saida Benzal es Berta/Laura, policía infiltrada en la pandilla de Silvia y novia de Renzo.
- Laura Aparicio es Ruth Berlín, inspectora de policía.
- Fernando Ramallo es Lázaro, ayudante de Nikoletta en casos paranormales.
- Montse Mostaza es Rebeca Santos, examante de Diego.
- Esmeralda Moya es Amanda Ríos, amiga de Íñigo.
- Carolina Bona es Elisa Cabrera Sanz, novia de Iván.
- Cameron Antrobus es Raúl Cabrera Sanz, hermano de Elisa.
- David González es José "Pepito" Merino, ayudante de Ruth.
- Juanma Falcón es Javier Navarro, amigo de Íñigo.
- Jan Cornet es Fausto Ladera, amigo de Íñigo.
- Laura Domínguez es Mujer religiosa, rival de Justo.
- Julio Jordán es Juan Redondo, constructor de la casa.
- Peter Nikolas es Bela Csaba, marido de Nikoletta.
- Mario Bolaños es Judas, ayudante de Poveda a secuestrar chicas.

### Antiguos y episódicos
- Octavi Pujades es Salvador Lago, examante de Clara.
- Velilla Valbuena es Marta Simón, hermana de Clara y copropietaria de una tienda de antigüedades.
- Andrea Dueso es Lara, hija de Gonzalo y secuestrada.
- Susi Sánchez es Cordelia Ríos, madre de Amanda y estrella mundial.
- Nacho Rubio es Darío, exnovio de Irene.
- Jaume García Arija es Martín Ladera, padre de Fausto y abogado de Cordelia.
- Miguel Mota es Félix Navarro, padre de Javier.
- Rebeca Tébar es Coloma Torres, víctima de un accidente provocado por Silvia.
- Alberto de León es Álvaro Rubio, vecino de Rebeca.
- Vinila von Bismark es Virginia, amiga de Salvador.
- Eugenio Barona es Ortiz, inspector de la comisaría de Poveda.
- Ramón Esquinas es Dante, cura y amigo de Jorge Selvas.
- Rolando Raimjanov es Sándor Csaba, cuñado de Nikoletta.
- José Ángel Egido es Profesor Sánchez Albo, amigo de Jorge.
- Rebeca Cobos es Beatriz Redondo, hija de Juan.
- Beatriz Argüello es María José Campos, psicóloga.
- Toni Martínez es Gonzalo, padre de Lara y amigo de Luis.
- Alicia Calot es Lola, examiga de Irene y novia de Darío.
- Pedro López Rapado es Chico (actriz Miriam Raya) novio del personaje de Miriam Raya.
- Jordi Martínez es Exorcista, amigo del Padre Palazuelos y exorcista.
- Charo Gabella es Madre de Javi, la madre de Javier y mujer de Félix.
- Fernando Ustarroz es Doctor, el doctor de Javi.
- Jorge Eloza es Médico, el médico que cuida a Javi.
- Iria Márquez es Enfermera, cuidadora junto a la otra enfermera de Javi.
- Cristina Palomo es Enfermera, cuidadora junto a la otra enfermera de Javi.
- Álvaro Quesada es Profesor de natación, el profesor de natación de Ana.
- Huichi Chiu es Mujer china, dependienta de una tienda.

## Episodios
| Temporada | Temporada | Episodios | Estreno             | Final              | Audiencia media | Audiencia media | Audiencia media |
| Temporada | Temporada | Episodios | Estreno             | Final              | Espectadores    | Share           |                 |
| --------- | --------- | --------- | ------------------- | ------------------ | --------------- | --------------- | --------------- |
|           | 1         | 13        | 16 de marzo de 2009 | 8 de junio de 2009 | 1.818.000       | 10,3%           |                 |
|           | 2         | 13        | 19 de enero de 2010 | 8 de abril de 2010 | 682.000         | 6,1%            |                 |
| Total     | Total     | 26        | 16 de marzo de 2009 | 8 de abril de 2010 | 1.250.000       | 8,2%            |                 |

| Capítulo          | Nombre                          | Fecha de emisión                | Hora de emisión | Espectadores | Porcentaje de audiencia |
| ----------------- | ------------------------------- | ------------------------------- | --------------- | ------------ | ----------------------- |
| PRIMERA TEMPORADA |                                 |                                 |                 |              |                         |
| 01                | Catorce pasos                   | Lunes 16 de marzo de 2009       | 22:30           | 2.426.000    | 14,0%                   |
| 02                | Sabotaje interior               | Lunes 23 de marzo de 2009       | 22:30           | 1.989.000    | 11,0%                   |
| 03                | Luces que se encienden          | Lunes 30 de marzo de 2009       | 22:30           | 1.920.000    | 9,9%                    |
| 04                | Voy a morir                     | Lunes 6 de abril de 2009        | 22:30           | 1.872.000    | 10,8%                   |
| 05                | Nada nos hará daño              | Lunes 13 de abril de 2009       | 22:40           | 1.892.000    | 10,5%                   |
| 06                | Blai se ha ido                  | Lunes 20 de abril de 2009       | 22:40           | 1.733.000    | 9,9%                    |
| 07                | Tierra en los pulmones          | Lunes 27 de abril de 2009       | 22:40           | 1.740.000    | 9,8%                    |
| 08                | Huesos Pequeños                 | Lunes 4 de mayo de 2009         | 22:40           | 1.588.000    | 8,8%                    |
| 09                | Zombi                           | Lunes 11 de mayo de 2009        | 22:45           | 1.749.000    | 10.1%                   |
| 10                | Cenizas                         | Lunes 18 de mayo de 2009        | 22:45           | 1.626.000    | 9.0%                    |
| 11                | El diablo nunca mira a los ojos | Lunes 25 de mayo de 2009        | 22:45           | 1.734.000    | 10.0%                   |
| 12                | Exorcistas                      | Lunes 1 de junio de 2009        | 22:50           | 1.651.000    | 9.8%                    |
| 13                | Uno de nosotros                 | Lunes 8 de junio de 2009        | 22:50           | 1.720.000    | 9.8%                    |
| SEGUNDA TEMPORADA |                                 |                                 |                 |              |                         |
| 01 (14)           | La otra orilla                  | Martes 19 de enero de 2010      | 22:40           | 1.004.000    | 5.3%                    |
| 02 (15)           | Tengo miedo                     | Martes 26 de enero de 2010      | 22:30           | 1.322.000    | 6.7%                    |
| 03 (16)           | El juego de la verdad           | Miércoles 3 de febrero de 2010  | 22:30           | 1.047.000    | 5,5%                    |
| 04 (17)           | Castillo de naipes              | Miércoles 10 de febrero de 2010 | 22:30           | 991.000      | 5,3%                    |
| 05 (18)           | Tienes que morir                | Martes 16 de febrero de 2010    | 23:25           | 677.000      | 5,2%                    |
| 06 (19)           | Resurrección                    | Martes 23 de febrero de 2010    | 23:20           | 696.000      | 5,3%                    |
| 07 (20)           | La niña fantasma                | Martes 2 de marzo de 2010       | 23:20           | 668.000      | 5,2%                    |
| 08 (21)           | El beso de Judas                | Martes 9 de marzo de 2010       | 23:20           | 551.000      | 4,3%                    |
| 09 (22)           | Santa morada                    | Miércoles 17 de marzo de 2010   | 00:55           | 369.000      | 8,1%                    |
| 10 (23)           | Han vuelto                      | Miércoles 24 de marzo de 2010   | 00:30           | 379.000      | 6,7%                    |
| 11 (24)           | Posesión                        | Miércoles 31 de marzo de 2010   | 01:05           | 337.000      | 6,7%                    |
| 12 (25)           | La hora de Iván                 | Miércoles 7 de abril de 2010    | 01:10           | 322.000      | 8,1%                    |
| 13 (26)           | La prisionera                   | Jueves 8 de abril de 2010       | 00:15           | 505.000      | 7,4%                    |

Cuidado. Esta sección puede contener pistas o información sobre las tramas en estadios avanzados de la serie.

### 1.ª temporada
| Episodio | Título                            |
| --- | --------------------------------- |
| 1-1 | «14 pasos»                        |
| Mientras Diego Pardo, el cabeza de familia, cierra el acuerdo en la inmobiliaria para mudarse con los suyos a la casa de sus sueños, los obreros se encargan de los últimos retoques en la reforma de la vivienda. Es entonces cuando sucede algo inesperado y, desde el interior del pozo que hay en el sótano, una fuerza sobrenatural se cobra su primera víctima… Ajenos a lo sucedido, la familia hace la mudanza con todas sus esperanzas puestas en una vida mejor y sobre todo más tranquila. Sin embargo, las presencias que habitan en la casa no tardan en manifestarse. Con la intención de contactar con ellas, Íñigo se las ingenia para quedarse solo en casa y organizar una sesión de espiritismo con su novia Silvia y sus amigos. Algo que jamás habría hecho si hubiera sospechado las terribles consecuencias… Y es que hay puertas que nunca se deben abrir |                                   |
| 2-2 | «Sabotaje interior»               |
| Tras la sesión de espiritismo, Javi, el miembro más díscolo del grupo, ha sido lanzado a través de la ventana por una fuerza invisible. Su cuerpo, estrellado contra el fondo de la piscina, yace inconsciente entre la sangre y los cristales rotos. Íñigo avisa a sus padres de la desgracia, y los servicios médicos y la policía acuden inmediatamente a la vivienda. Mientras Javi se debate entre la vida y la muerte, todos tratan de explicarse lo sucedido. Surgen los primeros cruces de acusaciones entre familias y amigos. La familia Pardo Simón se encuentra en la diana. Pero la inspectora Ruth Berlín, mientras sus jefes y sus fuerzas se lo permitan, tratará de esclarecerlo todo. El mensaje que la ouija les ha lanzado a los chicos es claro: entre ellos viven dos presencias que responden al nombre de Raúl y Elisa. ¿Pero qué esperan de ellos? ¿Por qué se manifiestan de forma violenta? ¿Hasta dónde están dispuestos a llegar? Iñigo calla: ¿Qué significado tiene el número 611?.                               |                                   |
| 3-3 | «Luces que se encienden»          |
| Acosado por los remordimientos, Íñigo llama al servicio de emergencias para que rescaten el cuerpo de una mujer atrapado en el fondo de un barranco por culpa de la conducción temeraria de Silvia. Superada por los extraños fenómenos que se suceden en la casa, Clara acude a unas sesiones de hipnosis clínica. Su terapeuta le pone en contacto con Jorge Selvas, un joven y atormentado médium a quien le suplica ayuda para su familia. Ana, por su partes, establece una secreta relación con el espectro de Raúl, y Nikoletta, la empleada doméstica, se esfuerza por recuperar el cadáver que hay en el pozo. Javi continúa en coma. Y quien tendría que investigarlo todo, la inspectora Ruth Berlín, descubre que el mundo de los vivos y el de los muertos están más cerca de lo que ella creía. |                                   |
| 4-4 | «Voy a morir»                     |
| Ana es enviada a la consulta de la psicóloga, quien descubre que la presencia de la que habla la niña podría no ser una invención. El fantasma deja como prueba un certero mensaje que llega directamente al corazón de la doctora. Jorge Selvas, el médium, entra en la casa y contacta con los espíritus. Encontrará una nueva pista. Íñigo visita a Coloma en el hospital. Y, aunque Coloma calla, empieza a recordar detalles inquietantes del accidente que la dejó en el umbral de la muerte. Fausto se impacienta con Íñigo y no entiende que se tome a broma lo que él está convencido de que es una verdadera psicofonía. Fausto cede a las peticiones de su padre y cambia su declaración. Iñigo, harto ya de la obsesión de su amigo por las voces y las grabaciones, intenta que Fausto se retracte y no les implique más de la cuenta en el suceso que dejó en coma a Javi. Pero Fausto ya no está en condiciones de explicar nada a nadie…                                                                                         |                                   |
| 5-5 | «Nada nos hará daño»              |
| Una nueva muerte sobrecoge a los protagonistas. Algunos todavía tratan de culpar a los vivos y los enfrentamientos son cada vez más violentos, mientras tanto los seres sobrenaturales ganan terreno. Un hallazgo en la habitación de Irene y el análisis de las psicofonías grabadas en la casa aportan pistas sobre el pasado de esos seres. Diego, que sigue negándose a reconocer los fenómenos, intenta por todos los medios apartar de su vida, y de la de su familia, al médium Jorge Selvas. Nikoletta vuelve al abismo del pozo y está dispuesta a llegar muy lejos para cumplir la misión que ya no es un secreto para ciertos miembros de la familia. Íñigo intenta superar el remordimiento ayudando a Coloma, hospitalizada a causa del brutal accidente de tráfico provocado por Silvia. La madre de Diego propone una singular solución para llevar la paz definitiva al hogar pero la casa roza de nuevo la tragedia… escapar de lo desconocido parece imposible.                                                                |                                   |
| 6-6 | «Blai se ha ido»                  |
| El intento del padre Palazuelos de santificar la casa acaba con una inesperada víctima mortal. Diego trata de ocultar lo ocurrido a su familia, pero la pequeña Ana no tarda en averiguar la verdad gracias a su relación cada vez más intensa con los seres sobrenaturales de la casa. Irene y el médium Jorge Selvas consiguen localizar al antiguo propietario. Lo que encuentran les deja angustiados… Clara, preocupada por la desaparición de su hermana, decide infiltrarse en el extraño mundo que ella frecuenta. La experiencia le puede costar muy cara. Íñigo y Silvia sienten pánico cuando comprueban hasta qué punto Coloma recuerda lo que pasó en aquel accidente de tráfico que provocaron. Para hacer frente al problema, Silvia es capaz de chantajear a su madre. La amenaza con provocar un escándalo desvelando su vida más íntima. Javi, por su parte, continúa en coma pero algo raro empieza a pasar dentro de su cuerpo.                                                                                              |                                   |
| 7-7 | «Tierra en los pulmones»          |
| Fausto, el amigo que se suicidó presionado por los extraños fenómenos que estaban ocurriendo, no se ha ido del todo y aporta información importante para saber qué les pudo ocurrir a Raúl y Elisa. En el hospital, aunque aparentemente sigue en coma, Javi empieza a tener peligrosas reacciones. Su padre, ahora con el apoyo del padre de Fausto, intenta encontrar la manera de acusar a Íñigo de la situación de su hijo. Mientras tanto, la tensión de los últimos sucesos hace mella en la frágil relación del matrimonio Pardo-Simón. Nikoletta descubre en Hungría cómo murió realmente su marido, el obrero absorbido por el pozo. Consumida por la rabia y el deseo de venganza vuelve decidida a tomarse la justicia por su mano. En la casa, aunque se llevaron el cadáver del pozo, algo sigue ocurriendo ahí abajo… |                                   |
| 8-8 | «Huesos Pequeños»                 |
| El hallazgo en el interior del pozo deja horrorizada a la familia Pardo Simón. A la pequeña Ana no le sorprende nada lo que encuentra la policía, pero el suceso no trae la paz que ella esperaba. Las presencias alteran cada vez más la vida cotidiana y Diego, ante los acontecimientos, intenta deshacerse de la casa. El médium Jorge Selvas no soporta más la presión y trata de desentenderse de los problemas de la familia pero Irene está dispuesta a todo para impedirlo, y no sólo porque cree que él es la llave para resolver los conflictos con los otros habitantes de la casa… hay algo más. Entretanto, Nikoletta vuelve y agradece a Íñigo de una forma un tanto especial la ayuda que le prestó para sacar del pozo el cadáver de su marido. Pero hay algo que se olvidaron allí dentro y la inspectora Ruth Berlín, a pesar de los inexplicables obstáculos que le pone su jefe, ha decidido investigar hasta el final los misterios que envuelven la extraña casa.                                                         |                                   |
| 9-9 | «Zombi»                           |
| Javi se ha escapado del hospital dispuesto a cumplir una terrible misión. Su irracionalidad y su fuerza desproporcionada lo convierten en un peligro para todo su entorno. Ajena a la amenaza, Amanda está decidida a vengarse de Silvia y de sus padres contando una particular versión de lo ocurrido aquel día en la desgraciada sesión de ouija. Nikoletta, tan misteriosa como siempre, vuelve a trabajar en la casa y la inspectora Ruth Berlín investiga el asesinato de Juan Redondo en la habitación del hotel. Las pistas acercan a la policía de nuevo al sospechoso entorno de los Pardo-Simón. La tensión y los sobresaltos agudizan la crisis del matrimonio. Diego se acerca cada vez más a su ex– amante mientras Clara duda ante su atractivo pretendiente. Entretanto las apariciones de Elisa en la casa son cada vez más frecuentes y algunos la culpan directamente de sus desgracias. Lo sobrenatural invade ya la existencia de todos, el mal llega más allá de la propia casa.                                           |                                   |
| 10-10 | «Cenizas»                         |
| Amanda desaparece y aunque algunos no le dan importancia, Íñigo teme que sea la siguiente víctima de la “maldición” de la ouija. La policía busca a Javi que, tras despertar del coma, continúa su enloquecida búsqueda de culpables. Nikoletta decide enfrentarse en el pozo al espectro maligno pero su poder supera toda medida llegando incluso a dominar a la pequeña Ana. Tras una tensa sesión de espiritismo el médium Jorge Selvas insiste en que abandonar la casa no librará a los Pardo-Simón de las desgracias. Aunque Irene ya no soporta las apariciones, cada vez se siente más atraída por Selvas y decide tomar la iniciativa. La azafata Rebeca está dispuesta a cualquier cosa con tal de retener a Diego a su lado mientras Clara se harta y plantea el divorcio. Pero la familia se reúne otra vez para vestirse de luto. Antes fue el suicidio de Fausto y ahora de nuevo despiden a alguien demasiado joven para morir...                                                                                                |                                   |
| 11-11 | «El Diablo nunca mira a los ojos» |
| En la batalla contra el mal todo vale. La pequeña Ana no puede resistirse a las peligrosas órdenes del espectro de Elisa. Diego, ante lo ocurrido, decide que la niña vaya a pasar unos días a la casa de su abuela Begoña. Ella, espantada por lo que ha hecho su nieta, recurre a una solución extrema. Mientras tanto, Amanda sigue desaparecida pero ¿quién es su misterioso secuestrador? Y una cosa está clara: ya no puede ser Javi el que la retiene. Aunque ella pide ayuda, sus llamadas no dejan rastro. La madre exige resultados a la policía, mientras los padres de los dos amigos fallecidos intentan convencerla de que Íñigo y Silvia son los culpables de todo lo que está pasando. Por otro lado, Diego sorprende a su mujer con Salvador y no puede soportar los celos. Entretanto, su amante Rebeca, intenta ganarse a la pequeña Ana con un sistema infalible. La azafata esconde una personalidad muy violenta y la familia Pardo-Simón, tan desquiciada por la amenaza sobrenatural, es un objetivo perfecto para ella. |                                   |
| 12-12 | «Exorcistas»                      |
| Íñigo, desesperado, no comprende cómo a Amanda parece que se la ha tragado la tierra después del extraño encuentro que mantuvo con ella. El comisario Poveda sospecha de él y trata de sonsacarle en un violento interrogatorio. La inspectora Ruth Berlín intenta encontrar pruebas que ayuden a exculparle mientras el misterioso Justo idea un peligroso plan para sacar a Íñigo de la comisaría. Las visiones de Jorge Selvas no aportan buenas noticias pero son esenciales para actuar a tiempo en algunos casos. La abuela Begoña organiza en su casa una macabra sesión de exorcismo a su nieta Ana. Su fervor religioso la empuja a no ceder ante el sufrimiento de la niña pero la experiencia le sale cara. La azafata Rebeca demuestra algo más que un carácter violento y Diego trata de mantenerse lejos de ella pero de nuevo coinciden en un avión. Las señales ya se lo habían advertido, ese es un avión al que nunca debió subir...                                                                                           |                                   |
| 13-13 | «Uno de nosotros»                 |
| Los acontecimientos se precipitan, lo peor parece imparable, no hay manera de terminar con lo que parece una eterna maldición. Las advertencias sobre el peligro que representa Rebeca han llegado demasiado tarde. El padre de Silvia intenta ayudar a la crispada familia ofreciendo un abogado de confianza... Clara no se puede ni imaginar de quién se trata. Los misteriosos mensajes de Amanda mantienen la esperanza de encontrarla con vida, pero el médium Jorge Selvas la ve con demasiada nitidez... parece que Amanda está cada vez más lejos del mundo de los vivos. Su madre quiere encarcelar a Silvia e Íñigo. El comisario Poveda hace todo lo posible por culparles... tiene que ocultar demasiadas cosas. El espectro de Elisa se enfurece. Su ira deja espeluznados a los habitantes de la casa y aporta la pista fundamental para descubrir al misterioso Iván. Pero el sufrimiento no ha terminado para los Pardo-Simón, un mazazo inesperado sacude a la familia. ¿Quién será la siguiente víctima?.                     |                                   |

### 2.ª temporada
| Episodio | Título                  |
| --- | ----------------------- |
| 14-1 | «La otra orilla»        |
| Apuñalar a Clara no ha sido suficiente para la vengativa Rebeca. Ella se ha propuesto seguir destrozando la vida de la familia Pardo. Simón le revelará a Diego "su secreto" y él estará a punto de atraparla, pero Rebeca es muy escurridiza como comprobará pronto la policía. Desde el más allá, Clara insiste en que el misterioso Iván vive entre ellos. Gracias al retrato que pintó el médium Jorge Selvas con la sangre de Nikoletta , la policía consigue ponerle apellidos. Costa sale de la cárcel y vuelve junto a su inseparable Fredo. ¿Qué tuvieron que ver estos dos nuevos personajes con lo que ocurrió en la casa? Poveda les encomienda la búsqueda del odiado Iván pero les mantiene vigilados muy de cerca. Fredo a veces habla demasiado. El extraño Justo desvela su objetivo. Silvia solo era el medio para conseguirlo. Mientras tanto Amanda sigue desaparecida, aunque el paso del tiempo y las explícitas apariciones ante Jorge Selvas no presagian nada bueno. Ella pide ayuda, pero nadie sabe cómo ayudarla, hasta que por fin el médium halla la pista: estaba justo ante sus ojos.                                                                                               |                         |
| 15-2 | «Tengo miedo»           |
| Iván. Una de las claves. Parece que muchos de los misterios giran en torno a él. ¿Quién era? ¿Cuál era el vínculo que le une al sospechoso comisario Poveda? En el capítulo empieza a salir a la luz el pasado de Iván. Poveda seguirá empeñado en buscar culpables entre los jóvenes y para ello está dispuesto a saltarse la ley, pero un nuevo inspector entorpece sus maniobras. Por otra parte, un peligro desconocido amenaza a Irene . El médium Jorge Selvas lo ha visto demasiadas veces pero no sabe cómo protegerla. Ahora es Elisa quien advierte del riesgo... pero cuando no hay nadie cerca para socorrerla, la amenaza se cumple... |                         |
| 16-3 | «El juego de la verdad» |
| Todo comienza con una drástica decisión: Clara toma una determinación con respecto a la casa. La ha pospuesto demasiadas veces y ya no aguanta más; sin embargo, Elisa está dispuesta a cualquier cosa con tal de evitarla, incluso a matar a sus habitantes. Por su parte, Irene parece seguir estando más en peligro que nadie. Ha logrado evitar un asalto, pero el riesgo aún no ha pasado. Las revelaciones sobre el oscuro pasado del comisario Poveda lo convierten en un personaje cada vez más peligroso. Para detener esas investigaciones, el siniestro comisario tenderá una trampa mortal. Como siempre, los encargados de ejecutarla serán sus secuaces, Fredo y Costa . ¿Qué planea Nikoletta? Mientras Íñigo se preocupa por su desaparición, ella se prepara para un viaje a la muerte. Cuenta con ayuda pero la idea es descabellada. ¿Y Justo? ¿Será capaz de cumplir el terrible encargo que le han hecho? Los escasos principios que le quedan le hacen difícil secuestrar a una niña pero la oferta es demasiado tentadora. |                         |
| 17-4 | «Castillo de naipes»    |
| Elisa está enfurecida por la puesta en venta de la casa. Hasta ahora no atacaba mortalmente a sus habitantes pero ya está desesperada. Si ellos se van desaparecerán de nuevo las posibilidades de encontrar a Iván. Su hermano Raúl tampoco piensa quedarse de brazos cruzados y cuenta con la complicidad de la pequeña Ana. Deshacerse de la casa va a ser difícil para la familia Pardo-Simón. El extraño Justo entrega la niña que ha secuestrado para el sádico anciano. Ante el violento ritual le resulta difícil permanecer impasible, aquello es demasiado incluso para él. Entretanto la azafata Rebeca demuestra tener muchos recursos pese a su evidente desequilibrio mental¿ ha prometido venganza y la cumplirá a pesar de estar en la cárcel. Su objetivo ahora será alguien muy vulnerable. ¿Qué trata de decir Amanda desde el más allá? Eloy, su antiguo novio, ha guardado un secreto durante años pero ya no soporta más las continuas apariciones de la joven ya fallecida y acaba pidiendo ayuda. Hay un nuevo inocente en peligro. |                         |
| 18-5 | «Tienes que morir»      |
| Rebeca mantiene secuestrada a la pequeña Ana . Solo quiere recuperar a Diego pero su enloquecida estrategia acaba con una nueva víctima mortal. ¿O quizás son dos los fallecidos? Entretanto Amanda sigue intentando comunicar algo importante desde el mundo de los muertos, comienzan a intuir de qué se trata, ¿los vivos deben cuidar de alguien más, alguien con quien no contaban. El padre de la inspectora Ruth Berlín aporta información reveladora sobre Iván y el corrupto comisario Poveda . Su relación era muy estrecha y ambos tienen una historia que ocultar. Poveda, al borde de la jubilación, creía que lo había conseguido pero los espíritus han venido a recordarle su pasado. Los principios que finalmente demostró el extraño Justo no son suficientes como para no intentar sacar provecho del asunto del cuchillo, pero la aventura no sale como había previsto. El misterioso amuleto despierta demasiados intereses y sólo uno de los aspirantes vivirá para poseerlo. |                         |
| 19-6 | «Resurrección»          |
| Elisa ha vuelto a conseguir que uno de los miembros de la familia siga sus mortales instrucciones. Con la pequeña Ana no logró finalmente su objetivo gracias a la intervención de Raúl. Esta vez no está dispuesta a que haya errores. ¿Matará Íñigo a Silvia ? Nikoletta viaja al más allá. Se ha puesto en manos de un iluminado estudiante de medicina que conseguirá enviarla al mundo de los muertos pero¿ ¿Podrá traerla de vuelta? Mientras tanto la inspectora Ruth Berlín investiga a un personaje clave para encontrar a Iván. Por si los problemas que provocan las presencias sobrenaturales no fueran suficientes, la familia Pardo Simón sufre la influencia de otros intrusos. Salvador, obsesionado con Clara , se transforma en alguien muy distinto mientras Dante, el provocador compañero de seminario de Jorge Selvas , siembra de dudas su relación con Irene. |                         |
| 20-7 | «La niña fantasma»      |
| Nikoletta vuelve a viajar al mundo de los muertos. Ahora lo hace en la casa de la familia y las cosas no salen tan bien como en el ensayo. Elisa no admite intrusos. Su enfurecido espíritu tampoco está dispuesto a permitir que los Pardo Simón vendan la casa, aunque eso implique poner en riesgo la vida de los posibles compradores. Lara, que continúa secuestrada por el encapuchado de las tres medias lunas, conseguirá dejar el rostro de este al descubierto. Entretanto al comisario Poveda le surge un nuevo problema: la inspectora Ruth Berlín , tras una sorprendente mejoría, vuelve a estar en activo y gracias al médium Jorge Selvas consigue averiguar lo que le quiso decir el difunto Merino en la última nota que escribió. En uno de sus viajes al pasado la pequeña Ana conocerá al mejor amigo de Raúl, ahora ya es un adulto y no ha conseguido olvidarla. Por su parte Silvia pone en práctica un peligroso juego junto con su nueva amiga Berta. Ella parece seguirle la corriente pero busca algo más. ¿Qué se oculta tras su desparpajo? ¿Por qué tiene ese descarado interés por lo que ocurre en la casa?                                                                        |                         |
| 21-8 | «El beso de Judas»      |
| Elisa ha conseguido librarse de la amenaza de Nikoletta y logrará también algo por lo que ha estado luchando desde el momento de su muerte, algo necesario para su descanso eterno. Entretanto, Raúl viajará en el tiempo y será testigo de una experiencia sobrecogedora, pero el pasado ya es difícil de cambiar. Ana hará todo lo posible para espantar a los compradores de la casa. Mientras, el peligro parece rondar cada vez más cerca de su hermana Irene . El médium Jorge Selvas solo puede ver una amenaza desconocida que se siente incapaz de frenar. Lo mismo le ocurre con la hija de Amanda . Pese a las continuas advertencias, parece imposible evitar el daño a la niña. El comisario Poveda confiesa a la inspectora Ruth Berlín todo lo que ocurrió con el misterioso Iván cuando ambos eran cómplices. Ella sospecha que le ha tendido una trampa pero, a pesar de todo, se mete en la boca del lobo sabiendo que no hay marcha atrás. |                         |
| 22-9 | «Santa morada»          |
| La autopsia de los huesos de Elisa revela información estremecedora sobre la forma en que murió. A pesar del hallazgo, ella continúa en la casa intentando llegar hasta el enigmático Iván. El breve paso de Clara por el mundo de los muertos ha grabado imágenes importantes en su subconsciente, pero tiene que intentar acceder a ellas. ¿Cómo será el rostro del hombre de la cara vendada? Al comisario Poveda le sale bien la trampa en la que cae Ruth . Él se lleva los honores y un pobre diablo carga con la culpa, pero ella promete vengarse. También Martín, el padre de Fausto, pone en marcha su venganza. Por fin se ha armado de valor para matar a quien considera culpable del suicidio de su hijo. Diego vuelve a caer en la tentación de dejar su casa en manos del Padre Palazuelos . Elisa se defenderá con furia y de nuevo se convertirá en un peligro mortal para el sacerdote, pero esta vez él no está solo. |                         |
| 23-10 | «Han vuelto»            |
| Conoceremos por fin el rostro que se esconde bajo la auténtica capucha de las tres medias lunas. El inspector Sandro Solano le sigue los pasos desde hace años ¿Conseguirá la pequeña Amanda escapar de él? Ana y Clara irán acumulando cada vez más información sobre el pasado. Mientras la pequeña viajará en el tiempo y conocerá a Iván; su madre, gracias a la sensibilidad que le ha dado su breve paso por el mundo de los muertos, será testigo de la muerte de Elisa. Esta vez, podrá ver claramente el rostro de su asesino. A pesar de la rotunda negativa de Íñigo, sus amigos ponen en marcha una nueva sesión de ouija en la casa. Creen que va a ser la única manera de salvar a la niña secuestrada. Al mismo tiempo Nikoletta acude a la vivienda a liberar a Raúl y Elisa del encierro al que les condenó el Padre Palazuelos. La coincidencia abre la puerta a terribles consecuencias. Mientras tanto, Eloy sigue secuestrado tras ser golpeado en la cabeza por el encapuchado tras intentar rescatar a su hija, la pequeña Amandita. Finalmente, el secuestrador se quita la capucha y podemos apreciar que se trata de Luis Latiegui, el padre de Silvia y amigo de la familia Pardo Simón. |                         |
| 24-11 | «Posesión»              |
| La actitud de Silvia es ahora especialmente agresiva, imprevisible y autodestructiva. Ni siquiera los más acostumbrados a sus desplantes la reconocen. Nikoletta ha visto claramente lo que ha pasado en el sótano y sabe que la hora de la venganza de Elisa ha llegado. Berta se ve forzada a descubrirse como policía ante sus nuevos amigos para evitar una fuga, pero los espíritus se interponen en su camino. Desde el más allá no quieren ayudar a Berta pero sí a Eloy, que sigue buscando desesperadamente a su hija. Las pistas que aporta Raúl salvarán una vida, aunque alguien morirá cerca de los tétricos frascos de corazones humanos. Clara declara ante el inspector Solano que en sus visiones pudo comprobar claramente que fue Poveda el que mató a Elisa veinte años atrás. Ni el careo con Fredo ni las apariciones de Ruth logran la confesión del corrupto comisario, pero al fin llega alguien con la fuerza necesaria para acabar con él. Finalmente el comisario Poveda muere, al igual que Berta, que es asesinada por Luis. |                         |
| 25-12 | «La hora de Iván»       |
| Elisa consigue llegar hasta su deseado Iván. El reencuentro, veinte años después, se convierte en un cúmulo de reproches por parte de ella y justificaciones por parte de él. Ella recordará cómo la torturaron, cómo mataron a Raúl y cómo terminaron matándola a ella también. A pesar de todo, siempre confió en que Iván acudiría a salvarla. El extraño Justo vuelve a aparecer en escena para ayudar a desenmascarar al asesino de niñas. Desvelará la historia del cuchillo y cómo terminó en las manos de su actual propietario, que enseguida descubrió el placer de asesinar a jóvenes a la luz de la luna. Después, el propio Justo servirá en bandeja la venganza a las víctimas del ritual. Entretanto, Raúl sigue atrapado en la casa y se siente más solo que nunca sin su hermana. Está asustado y eso lo convierte en un ser muy peligroso. |                         |
| 26-13 | «La prisionera»         |
| La pequeña Ana ha jugado con fuego. Su irrupción en la escena del crimen consigue salvar a Raúl, pero resulta fatal para ella. ¿Se puede reescribir el pasado? Ella está convencida de que sí, aunque el precio sea demasiado caro. El médium Jorge Selvas es el primero en darse cuenta de lo que ha ocurrido. Mientras tanto, Ivan, tras reencontrarse con Elisa y recibir un sinfín de reproches, intenta huir. Aunque la venganza, tanto tiempo reservada, le está esperando. Tiene demasiados enemigos y todos quieren hacerle sufrir de la misma manera en que han sufrido ellos. El desenlace está cerca, pero aún estará a tiempo de ajustar algunas cuentas. Por otro lado, el mortífero puñal ejerce una fuerte influencia sobre el inspector Sandro Solano. El arma se ha utilizado para asesinar a jóvenes inocentes, pero también ha dado prosperidad a sus dueños. Impresionado por su poder, Solano actúa con determinación. Entretanto, aunque Irene es liberada de su encierro en la otra dimensión, un peligro inminente sigue acechándola. Las señales son cada vez más claras y los espectros avisan de que el destino no se puede cambiar ¿O sí?                                               |                         |

### Emisión Internacional
- Bolivia: Bolivisión
- Chile: La Red y Telecanal
- Costa Rica: Canal 6, Canal 4 y Canal 11
- : Canal 12 y TUTV
- Honduras: VTV

### Horarios
La serie tuvo diversos cambios de horario debidos a la audiencia.